# Curación del criado del centurión

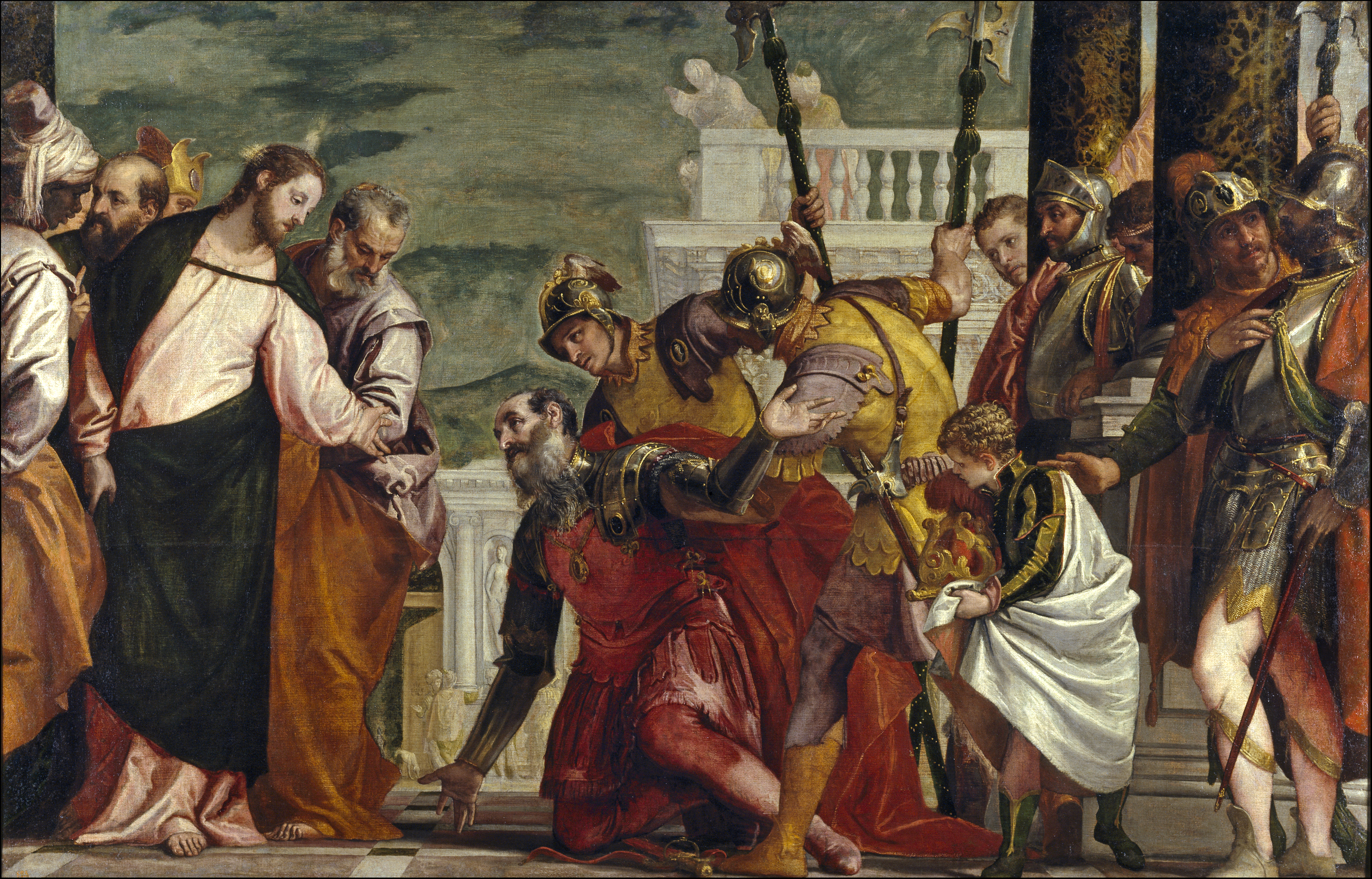
Cuadro del Veronés que representa la escena.

La curación del sirviente del centurión es uno de los milagros que se dice que realizó Jesús de Nazaret como se relata en el Evangelio de Mateo [Mateo 8: 5–13] y el Evangelio de Lucas [Lucas 7: 1–10], ambos parte del canon bíblico cristiano. La historia no se cuenta en los Evangelios de Juan o Marcos.
Según estos relatos, un centurión romano le pidió ayuda a  Jesús porque su criado estaba enfermo. Jesús se ofrece a ir a la casa del centurión para realizar una curación, pero el centurión sugiere que la palabra de autoridad de Jesús sería suficiente. Impresionado, Jesús comenta con aprobación la fuerte fe religiosa mostrada por el soldado, a pesar de no ser judío, y accede a la petición, lo que da como resultado que el sirviente sea sanado en el mismo momento en que los enviados del centurión hablaron con Jesús.

## Texto bíblico

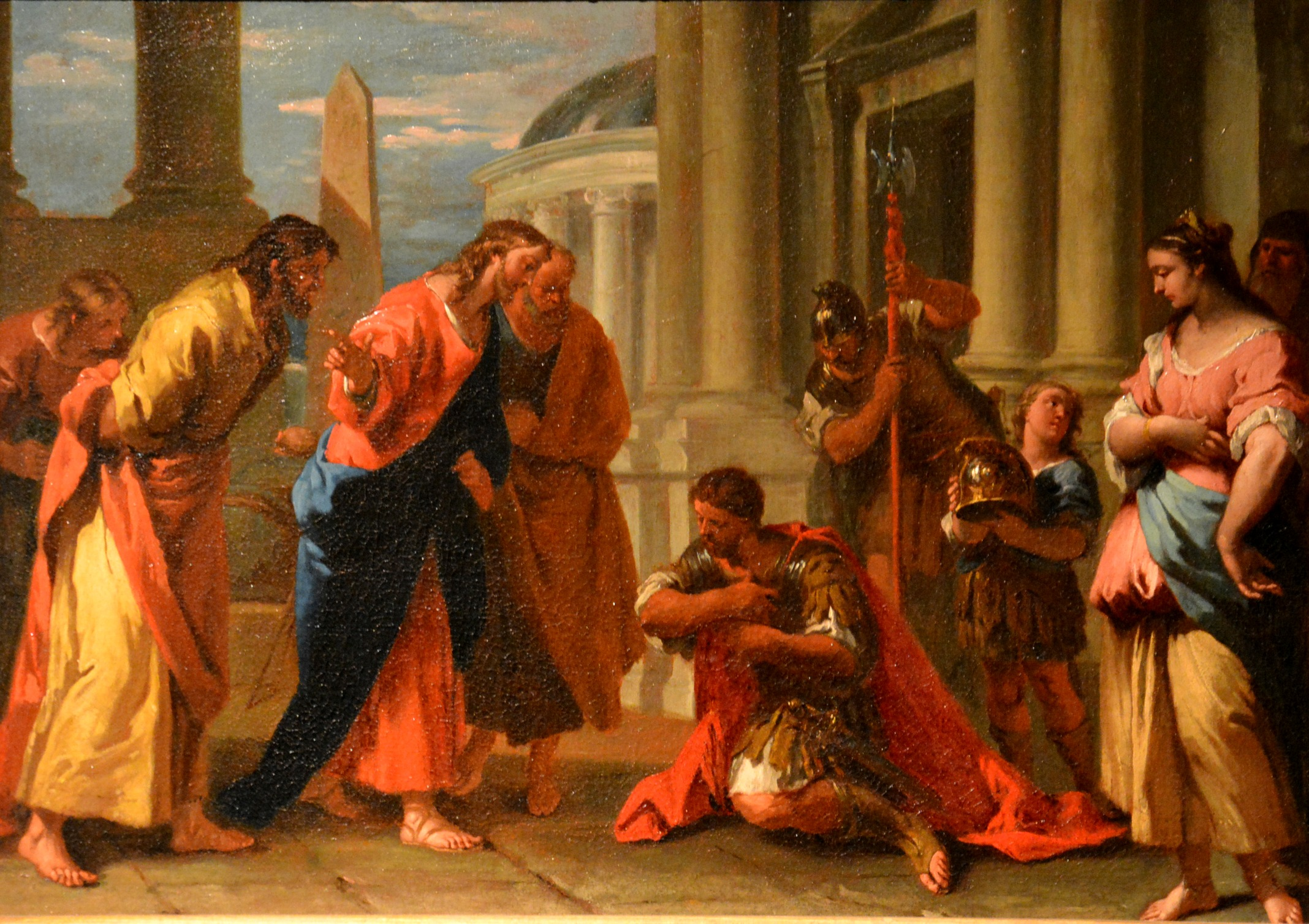
Cristo y el centurión Sebastiano Ricci, 1726-1729. Museo de Capodimonte, Nápoles

Según  san Mateo (8, 5-13):

Al entrar en Capernaum se le acercó un centurión que le rogó: Señor, mi criado yace paralítico en casa con dolores muy fuertes. Jesús le dijo: Yo iré y le curaré. Pero el centurión le respondió: Señor, no soy digno de que entres en mi casa. Pero basta que lo digas de palabra y mi criado quedará sano. Pues también yo soy un hombre que se encuentra bajo disciplina y tengo soldados a mis órdenes. Le digo a uno: «Vete», y va; y a otro: «Ven», y viene; y a mi siervo: «Haz esto», y lo hace.

Al oírlo Jesús se admiró y les dijo a los que le seguían: En verdad os digo que en nadie de Israel he encontrado una fe tan grande. Y os digo que muchos de oriente y occidente vendrán y se sentarán a la mesa con Abrahán, Isaac y Jacob en el Reino de los Cielos, mientras que los hijos del Reino serán arrojados a las tinieblas de afuera: allí habrá llanto y rechinar de dientes. Y le dijo Jesús al centurión: Vete y que se haga conforme has creído. Y en aquel momento quedó sano el criado.

Según  san Lucas(7, 1-10):

Cuando terminó de decir todas estas palabras al pueblo que le escuchaba, entró en Cafarnaún. Había allí un centurión que tenía un siervo enfermo, a punto de morir, a quien estimaba mucho. Habiendo oído hablar de Jesús, le envió unos ancianos de los judíos para rogarle que viniera a curar a su siervo. Ellos, al llegar donde Jesús, le rogaban encarecidamente diciendo: —Merece que hagas esto, porque aprecia a nuestro pueblo y él mismo nos ha construido la sinagoga. Jesús, pues, se puso en camino con ellos. Y no estaba ya lejos de la casa cuando el centurión le envió unos amigos para decirle: «Señor, no te tomes esa molestia, porque no soy digno de que entres en mi casa, por eso ni siquiera yo mismo me he considerado digno de ir a tu encuentro. Pero dilo de palabra y mi criado quedará sano. Pues también yo soy un hombre sometido a disciplina y tengo soldados a mis órdenes. Le digo a uno: «Vete», y va; y a otro: «Ven», y viene; y a mi siervo: «Haz esto», y lo hace».

Al oír esto, Jesús se admiró de él, y volviéndose a la multitud que le seguía, dijo: Os digo que ni siquiera en Israel he encontrado una fe tan grande. Y cuando volvieron a casa, los enviados encontraron sano al siervo.

## Interpretación

### Según la Iglesia católica
Loa capítulos 8 y 9 de san Mateo contienen una serie de milagros. Previamente Mateo expone el núcleo central de la enseñanza pública de Jesús en el llamado Sermón de la montaña. A continuación expone en estos dos capítulos una serie de milagros por lo que algunos comentaristas han llamado a esta sección «las obras del Señor» donde Jesucristo se presenta dotado de un poder divino sobre la muerte, las enfermedades, los malos espíritus y los elementos de la naturaleza.
La fe del centurión ha permanecido hasta la actualidad de tal modo que, cuando los cristianos se acercan a recibir a Jesús en la  Sagrada Eucaristía, repiten las mismas palabras que el centurión. Según la mentalidad de los israelitas, el hecho de entrar un judío en casa de un gentil conllevaba el contraer impureza. El centurión tuvo la delicadeza de no poner a Jesús en esta situación incómoda ante los israelitas y y tiene una fe profunda en Jesús. Jesús aprovecha la ocasión de hacer este milagro para hacer la solemne declaración del «destino universal a la santidad» mediante la fe en el Evangelio por lo que son llamados a ella los hombres de toda raza, sexo, nación, edad y condición.
Al respecto comenta el  papa Francisco:

El Señor, en la palabra que hemos escuchado, se maravilló de este centurión: se maravilló de la fe que él tenía. Él había hecho un camino para encontrarse con el Señor, pero lo había hecho con fe. Por eso no sólo él se ha encontrado con el Señor, sino que ha sentido la alegría de ser encontrado por el Señor.

### Interpretación gnóstica
En su obra Contra las herejías, Ireneo transmite que algunos gnósticos creían que la historia era metafórica, y que el centurión era simplemente un símbolo del demiurgo. De acuerdo con esta interpretación, el demiurgo le dice a Jesús que ha intentado todo lo posible para salvar al siervo (la humanidad), pero sus leyes no han logrado sanar a la humanidad ni ofrecerle un medio adecuado para el desarrollo espiritual. En consecuencia, el demiurgo insta a Jesús a decir una palabra (difundir la gnosis) para ofrecer la verdadera salvación a la humanidad.

### Interpretación homosexual
Daniel A. Helminiak, un sacerdote católico estadounidense excomulgado, teólogo y autor de Lo que la Biblia realmente dice sobre la homosexualidad, afirma que la palabra pais, utilizada para el sirviente, podría tener un significado sexual. Theodore W. Jennings Jr. y Tat-Siong Benny Liew, también autores de varios libros cristianos, escriben además que los datos históricos romanos sobre las relaciones patrón-cliente y sobre las relaciones entre personas del mismo sexo entre los soldados apoyan la opinión de que el pais en el relato de Mateo es el "amante del niño" del centurión, y que el centurión, por lo tanto, no quería que Jesús entrara en su casa por temor a que el niño se enamorara de Jesús. El historiador militar romano D.B. Saddington escribe que, si bien no excluye la posibilidad, la evidencia que los dos presentaron no apoya "ninguna de estas interpretaciones".